# 女性主義神學
女性主義神學（英語：Womanist theology）是一個建立在幾個不同宗教，包括：佛教、基督教、猶太教及新思想運動等的運動，旨在使用女性主義角度去反思宗教的傳統、實踐、經文以及神學。有些婦女神學的目的是為了提昇婦女在神職人員及宗教權威內的地位、重新演繹以男性為主導對神的想像和語言、確定婦女與母親、職業相關的地位及研究宗教聖典中的婦女形象。
女性主義者亦嘗試反駁對女性固有的偏見，如女性道德或靈性較男性低等；女性是性誘惑的根源；女性該獻身於照顧孩子、家庭或丈夫及因為上述的低等和獻身而在宗教儀式或領導上擔當較少角色。

## 方法論
根據Grenz和Olson回顧婦女神學：「它經過三個明顯的階度發展的。他們由批評過去的開始。」
1. 他們回顧婦女如何被壓迫；
2. 他們尋找聖經和聖經以外另類支持女性主義者理想的傳統；
3. 女性主義者提出他們獨有的神學方法論，包括修改基督教神學的分類。[1]

### 婦女神學家的發問
婦女神學嘗試反思宗教每一個方面的實踐和思想。婦女神學家會問這些問題：
- 我們是怎樣做神學？現在婦女神學家是要重新演繹「神學家是怎樣建立一個思想系統」這個基本的問題。很多婦女神學家都宣稱個人經驗可以是在聖書或傳統以上洞悉神聖的元素。（個人經驗對群體政策的相關性與婦女運動以往的說法相似。）

- 誰是神？婦女神學家支持使用非或多性別的語言來形容神，強調語言對人關於神的行為和本質看法有強烈的影響。

- 在宗教歷史裏，婦女在哪裏？女性主義歷史神學家研究婦女在歷史中影響宗教的角色，包括：在聖經時代、早期基督徒時代、中世紀歐洲和任何引入特定宗教的時期。他們研究對宗教有影響的女性或她們的宗教信仰如何影響文化。這些學術著作幫助了婦女神學家稱這些歷史人物為婦女神學的始祖。例如索杰纳·特魯思（Sojourner Truth）的「難道我不是女人？」的演說中指出：「耶穌是怎樣來這世界的？是由上帝創造，並由女人生他出來的。男人，哪一部份與你有關？」伊麗莎白·凱迪·斯坦頓（Elizabeth Cady Stanton）著寫《女性聖經》，刪除傳統基督教聖經文本內所有她認為有違婦女人權的經文。

## 宗教

### 基督宗教
基督教女性主義是婦女神學的其中一個面向。它以基督教角度去提倡和理解道德、社會、靈性、領導層面的男女平等。基督教女性主義者辯稱女性這方面的貢獻是完整理解基督宗教的要素。基督教女性主義者相信神是不會基於生理特質，如性別和種族而去偏待人的。他們主要的關注包括按立女牧師、男性主導的基督教婚姻、確認平等的靈性和道德能力、生育權和尋找女性特質或超性別的神聖。除了聖經的例證外，基督教女性主義者經常引用其他宗教和思想的教導。
瑪麗戴莉（Mary Daly）和蕾亞（（Rosemary Radford Ruether）是兩個理解婦女神學的重要作者。而羅馬天主教神學家蒂娜比堤則主張借助批判理論及陰性書寫等角度，重新閱讀聖經及神學著作中的聖母瑪利亞及夏娃。
倡導基督徒性別平等和公正，而又不想與婦女運動扯上關係的人，會傾向使用基督教平等主義一詞。

## 相關運動

### 新思想運動
新思想運動（New Thought movement）並沒有單一的起源，而是由一眾靈性思想家及哲學家推進和從不同的宗教宗派和教會衍生，特別是唯一教堂（Unity Church）、Religious Science、Church of Divine Science。這個女性主義運動，其中大部份的老師和學生都是女性；這顯見於運動創始人艾瑪·寇蒂絲·霍普金斯、獲喻為「老師的老師」的麥蒂爾·費莫爾、Malinda Cramer和Nona L. Brooks；以及由1880年代至今，它的教會和社區中心都是由女性領導的。

### 女神運動
女神運動由第二波女性主義洐生出來，是一個組織鬆散的社會和宗教現象，主要流行於1970s的北美、西歐、澳洲、新西蘭和形而上學社區。受著女性在很多主流宗教都得不到平等對待的印象所刺激，很多婦女轉向更能迎合她們信念和靈性需要的女性神靈。
藝術教育成為那時候學習人道主義哲學家，如休謨（Hume）的工具，想像也同時包含女性作為人文學科的重要課題。但是要點仍是解放婦女去學習和認識她們的看法，在沒有道德意圖下描述女性和男性的形態。
女神和不同文化亦被發掘，但這並不是1970年代的課程部份。男性氣質的社會性別和男性想像伴隨著神靈去排拒女性社會性别和女性的想像。於是，不同運動的一個統一主題便是女性神靈，用以對抗和反照一個父權和男性的神。
女神信仰以不同形式進行，有些人以承認不同女神的女神運動進行；有些包括男性的神；其他的尊崇他們認為的女神，不一定是一神論的，但常被理解為包容的、慈愛的，納入很多不同文化的女神。女神一詞也許會被理解包含用多重方法去看待神靈人格化為女性或者為一個隱喻或者為一個過程（Chirst 1997, 2003）。女神一詞也會被指為一個神聖力量的概念或者為古代傳統被崇拜的偉大女神。

### 無神論女性主義
無神論女性主義主張實踐於無信仰社會的男女平等。

## 相關概念

### Thealogy
Thealogy一詞是呼應theology，「神的論述」，希臘文θεά thea「女神」而來及特意為有神提出一個女性主義的向度。
Thealogy的焦點在於在新異教主義和由主流基督宗教背景下的女性主義者提出神和社會性別的討論。

### 性別與神
實踐女性主義靈性的人或許會反過來肯持女性主義對西方一神傳統的重新演繹。有一些例子，如神的稱呼，因為擁有男性的社會性別而被摒棄，不會使用男性的代名詞來指示神。女性主義靈性也會反對神的獨裁、家長式、執行紀律的形象，而強調母親的特質，如培育、接納和創造力。